# Dwór w Sance
Dwór w Sance – ruiny dworu w miejscowości Sanka w gminie Krzeszowice w województwie małopolskim. Dwór pochodzi z okresu XVII/XIX w. na miejscu dawnego założenia dworsko-parkowego.
Dwór położony jest w północnej części wsi (k. szkoły podstawowej) otoczony starymi drzewami (dwa klony jawory i dąb szypułkowy przy ogrodzeniu Sp-ni Agrokompleks; lipa drobnolistna, wiąz górski i 
lipa wielkolistna w grupie przy boisku szkolnym obok ruin dworu) wpisanymi do rejestru pomników przyrody.
Dwór (tzw. stary), budynki gospodarcze, browar, a także sad i warzywnik istniały już w XVI w., kiedy to Sanka była własnością rodziny Świerczewskich, którzy założyli we wsi zbór kalwiński. W następnym wieku właścicielem został Łukasz Kochański, a w poł. XVIII w. Michał Frezer. W 1755 majątek dworski został podzielony pomiędzy jego spadkobierców. Doprowadziło to też do podziału wsi na część północną i południową oraz do wybudowania nowego dworu w części północnej Sanki. Na przeł. lat 80. i 90. XIX w. Gustaw Migula przebudował dwór, założył park angielski typu krajobrazowego. Wkrótce nowym właścicielem została hrabina Ewelina Borkowska-Dunin. W 1915 dwór kupił Józef Skąpski. W 1945 dwór przejął Skarb Państwa, a w budynku dworskim do 1948 mieściła się szkoła rolnicza. W latach 50. XX w. dwór został częściowo przebudowano. Wówczas przebudowano dachy, alkierze i zlikwidowano wieżę. W latach 60. XX w., kiedy to dwór przejęło Ministerstwo Rolnictwa, popadł w ruinę. Jeszcze w latach 80. XX w. dwór posiadał dach. Obiekty gospodarcze użytkowane są przez Spółdzielcze Przedsiębiorstwo Produkcyjno-Usługowo-Handlowe „Agrokompleks”.